# 盖方伊什
盖方伊什是葡萄牙波尔图区的一个堂区。总面积2.98平方公里，总人口11532人，人口密度3869.8人/平方公里。